# Векторный потенциал
В векторном анализе ве́кторный потенциа́л — это векторное поле, ротор которого равен заданному векторному полю. Он аналогичен скалярному потенциалу, который определяется как скалярное поле, градиент которого равен заданному векторному полю.
Формально, если {\displaystyle \mathbf {v} } — векторное поле, векторным потенциалом называется векторное поле {\displaystyle \mathbf {A} } такое, что
{\displaystyle \mathbf {v} =\nabla \times \mathbf {A} .}
Если {\displaystyle \mathbf {A} } является векторным потенциалом для поля {\displaystyle \mathbf {v} }, то из тождества
{\displaystyle \nabla \cdot (\nabla \times \mathbf {A} )=0}
(дивергенция ротора равна нулю) следует
{\displaystyle \nabla \cdot \mathbf {v} =\nabla \cdot (\nabla \times \mathbf {A} )=0,}
то есть {\displaystyle \mathbf {v} } должно быть соленоидальным векторным полем.
Для любого соленоидального векторного поля, удовлетворяющего определённым условиям, существует векторный потенциал. В частности, его существование зависит от области, на которой определено поле — в случае многосвязной области потенциал вихревого поля обычно не существует.

## Теорема
Пусть
{\displaystyle \mathbf {v} :\mathbb {R} ^{3}\to \mathbb {R} ^{3}}
— дважды непрерывно дифференцируемое соленоидальное векторное поле. Предположим, что {\displaystyle \mathbf {v} \left(\mathbf {x} \right)} убывает достаточно быстро при {\displaystyle \|\mathbf {x} \|\rightarrow \infty }. Определим
{\displaystyle \mathbf {A} (\mathbf {x} )={\frac {1}{4\pi }}\int \limits _{\mathbb {R} ^{3}}{\frac {\nabla _{y}\times \mathbf {v} (\mathbf {y} )}{\left\|\mathbf {x} -\mathbf {y} \right\|}}\,d\mathbf {y} .}
Тогда {\displaystyle \mathbf {A} } является векторным потенциалом для {\displaystyle \mathbf {v} }, то есть
{\displaystyle \nabla \times \mathbf {A} =\mathbf {v} .}
Обобщением этой теоремы является разложение Гельмгольца, согласно которому любое векторное поле может быть представлено как сумма соленоидального векторного поля и безвихревого векторного поля.

## Неоднозначность выбора потенциала
Векторный потенциал соленоидального векторного поля определяется неоднозначно. Если {\displaystyle \mathbf {A} } является векторным потенциалом для {\displaystyle \mathbf {v} }, также им является
{\displaystyle \mathbf {A} +\nabla m,}
где {\displaystyle m} — любая непрерывно дифференцируемая скалярная функция. Это является следствием того факта, что ротор градиента равен нулю.
В электродинамике это даёт неоднозначность при определении потенциалов электромагнитного поля и решается наложением на потенциал дополнительного условия калибровки.

## Векторный потенциал в физике

### Уравнения Максвелла
Одним из способов записи уравнений Максвелла является формулировка в терминах векторного и скалярного потенциалов.
Векторный потенциал {\displaystyle \mathbf {A} } вводится таким образом, что
{\displaystyle \mu _{0}\mathbf {H} =\mathbf {B} =\operatorname {rot} \mathbf {A} } (в системе СИ).
При этом уравнение {\displaystyle \operatorname {div} \mathbf {B} =0} удовлетворяется автоматически.
Подстановка выражения для {\displaystyle \mathbf {A} } в
{\displaystyle \operatorname {rot} \mathbf {E} =-{\frac {\partial \mathbf {B} }{\partial t}}}
приводит к уравнению
{\displaystyle \operatorname {rot} \left(\mathbf {E} +{\frac {\partial \mathbf {A} }{\partial t}}\right)=0,}
согласно которому, так же как и в электростатике, вводится скалярный потенциал. Однако теперь в {\displaystyle \mathbf {E} } вносят вклад и скалярный, и векторный потенциалы:
{\displaystyle \mathbf {E} =-\operatorname {grad} \;\varphi -{\frac {\partial \mathbf {A} }{\partial t}}.}
Из уравнения {\displaystyle \operatorname {rot} \mathbf {H} =\mathbf {j} +{\frac {\partial \mathbf {D} }{\partial t}}} следует
{\displaystyle \operatorname {rot} \;\operatorname {rot} \mathbf {A} =\mu _{0}\mathbf {j} +\varepsilon _{0}\mu _{0}{\frac {\partial }{\partial t}}\left(-\operatorname {grad} \;\varphi -{\frac {\partial \mathbf {A} }{\partial t}}\right).}
Используя равенство {\displaystyle \operatorname {rot} \;\operatorname {rot} \mathbf {A} =\operatorname {grad} \;\operatorname {div} \mathbf {A} -\nabla ^{2}\mathbf {A} }, уравнения для векторного и скалярного потенциалов можно записать в виде
{\displaystyle \Delta \mathbf {A} -\operatorname {grad} \left(\operatorname {div} \mathbf {A} +{\frac {1}{c^{2}}}{\frac {\partial \varphi }{\partial t}}\right)-{\frac {1}{c^{2}}}{\frac {\partial ^{2}\mathbf {A} }{\partial t^{2}}}=-\mu _{0}\mathbf {j} ,}
{\displaystyle \Delta \varphi +{\frac {\partial }{\partial t}}\operatorname {div} \mathbf {A} =-{\frac {\rho }{\varepsilon _{0}}}.}

### Физический смысл векторного потенциала
В классической электродинамике векторный потенциал достаточно часто трактовался как величина, не имеющая непосредственного физического смысла, формально вводимая лишь для удобства выкладок, хотя уже в структуре действия для классической электродинамики векторный потенциал входит таким прямым образом, что это наводит на мысль о его фундаментальном характере.
В квантовой теории это имеет прозрачный физический смысл прямого влияния векторного потенциала на фазу волновой функции движущейся в магнитном поле частицы. Более того, удалось поставить квантовые эксперименты, показавшие, что векторный потенциал доступен достаточно непосредственному в некотором смысле измерению (по крайней мере, речь идёт о том, что векторный потенциал может влиять наблюдаемым измеримым образом на квантовую частицу даже тогда, когда напряжённость магнитного поля в областях, доступных частице, всюду равна нулю, то есть магнитное поле не может оказывать воздействие на частицу через напряжённость, а лишь прямо — через векторный потенциал; см. Эффект Ааронова — Бома).
Подобно тому, как скалярный потенциал связан с понятием энергии, векторный потенциал обнаруживает тесную связь с понятием импульса. Так, в случае быстрого отключения магнитного поля частица, находившаяся в нём, получает дополнительный импульс qA.